# 懷勒亞 (夏威夷州)
懷勒亞（英語：Wailea）是位於美國夏威夷州茂宜縣的一個人口普查指定地區。

## 地理
懷勒亞的座標為20°41′24″N 156°26′21″W / 20.69000°N 156.43917°W，而該地最高點為海拔高度1999米（即6558英尺）。

## 人口
根據2010年美國人口普查的數據，懷勒亞的面積為27.90平方千米，當中陸地面積為19.40平方千米，而水域面積為8.50平方千米。當地共有人口5938人，而人口密度為每平方千米212.83人。